# ماكسيميليان إمبراطور المكسيك

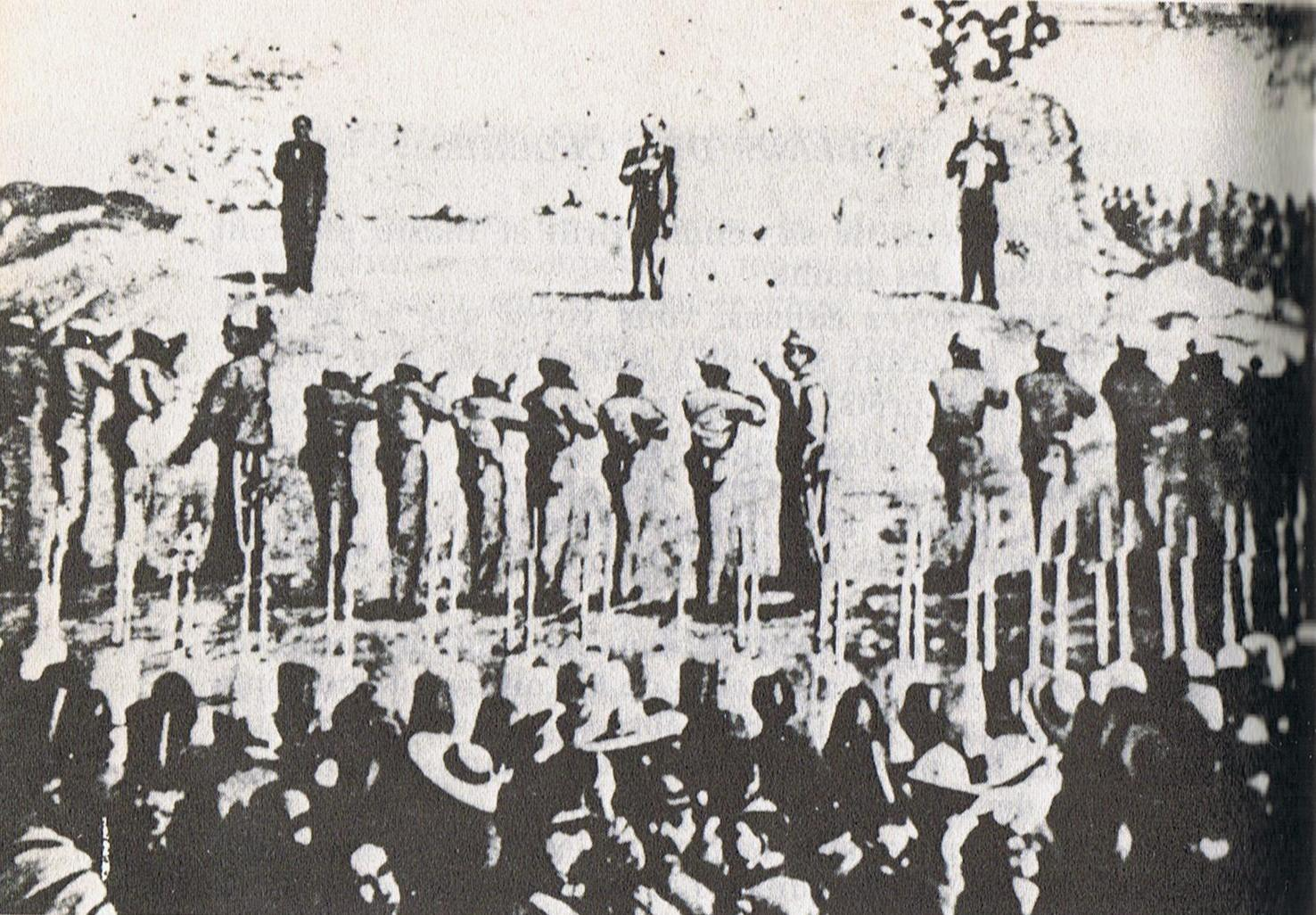
صورة من إعدام ماكسيميليان (في الوسط) مع معاونية الجنرال ميرامون والجنرال مايخا في 19 يونيو 1867

ماكسيميليان إمبراطور المكسيك (و6 يوليو 1832 فيينا –19 يونيو 1867 كيرتارو، المكسيك)، وهو الابن الثاني لأرشيدوق النمسا فرانز كارل ابن القيصر فرانز الأول، أمه الأميرة صوفيا من بافاريا. كان الأخ الأصغر للقيصر فرانز جوزيف الأول. نُصب قيصرا على المكسيك (1864-1867) بطلب من نابليون الثالث خلال فترة التدخل الفرنسي هناك. سقط حكمه بعودة حكومة بنيتو خواريز المنتخبة إلى السلطة، وأسر وحكم عليه بالإعدام وأعدم رميا بالرصاص في يونيو 1867.

## الأرشيدوق ماكسيميليان في إمبراطورية النمسا
ولد ماكسيمليان في قصر شونبرون في 6 يوليو 1832. وكان ولدا ذكيا وأظهر ذوقا للفن واهتم بالعلوم وبالأخص علم النبات. تدرب لينضم للبحرية وانغمس فيها حتى ترقى بسرعة إلى رتبة قائد أعلى، وكان له دور فعال في بناء ميناء ترييستي العسكري وفي بناء الأسطول الذي انتصر به تيغيتوف لاحقا في معركة ليسا البحرية في الحرب مع إيطاليا عام 1866، وكانت لديه سمعة كتحرري وتولى في فبراير 1857 منصب نائب للملك في مملكة لومبارديا فينيشيا، وفي نفس الوقت تزوج الأميرة شارلوت ابنة ليوبولد الأول ملك بلجيكا.
بعد هزيمة النمسا في حرب 1859 أمام فرنسا وفقدانها مقاطعة لومبارديا تقاعد من الحياة العامة في ترييستي وبنى قربها قصر ميرامار.

## البحث عن ملك

### سقوط الجمهورية المكسيكية والاحتلال الفرنسي
عصفت بالمكسيك بين الأعوام 1857 و1861 حرب أهلية بين الحكومة اللبرالية والقوى المحافظة والكنسية التي رفضت دستور عام 1857 الإصلاحي الذي يحدّ من سلطة الكنيسة والإقطاع. انتصر اللبراليون في الحرب عام 1861 وانتخب بنيتو خواريز رئيسا، لكن البلاد خرجت منها بمصاعب اقتصادية وخزينة على شفى الإفلاس. قرر البرلمان المكسيكي تجميد تسديد الديون الخارجية، كما لم يعترف بالتزامات ديون أوروبية اقترضتها الحكومة المضادة التي شكلها المحافظون أثناء الحرب الأهلية، ولجأ معارضو خواريز إلى أوروبا وعملوا على استجلاب تدخل عسكري أوروبي لإرجاع الحكم الملكي وسلطة الكنيسة، وساندهم نابوليون الثالث الذي نجح بتأليف تحالف أوروبي من فرنسا وبريطانيا وإسبانيا اللواتي وقعن إعلان لندن الذي طالب المكسيك بتسديد الديون المستحقة تحت طائلة تدخل عسكري. وبالفعل استغلت الدول الأوروبية انشغال الولايات المتحدة الأمريكية بالحرب الأهلية (1861-1834) وأرسلت أساطيلها لاحتلال المكسيك، واحتلت القوات الفرنسية عاصمتها في يونيو 1862، فيما انسحب القوات الموالية لخواريز لتعيد تنظيم نفسها في الأرياف.(ص.30-42)

### دور نابليون الثالث
تلقى ماكسيميليان أول عرض لتولي عرش المكسيك في العام 1859، حين تقرب إليه الملكيون المكسيكيون المنفيون في أوروبا الذين رؤوا في الفكرة استمرارية لحكم الفرع الإٍسباني من آل هابسبورغ (1516-1700) الذي فتحت في عهده المستعمرات الإسبانية في أمريكا الوسطى والشمالية. لاقى هذا التوجه استحسانا عند نابوليون الثالث ملك فرنسا، من باب التصالح مع النمسا التي قد هزمها وأخرجها من الشمال الإيطالي في نفس العام، واستمالتها أو ضمان حيادها في مواجهته القادمة مع بروسيا.تردد ماكسيميليان في البداية، ثم مال للقبول بعد التدخل الفرنسي في المكسيك عام 1862 والذي قدم أرضية بدت واقعية لإقامة عرش هناك وتلاقت مع طموحات مكسيميليان الذي اعتقد بإمكانية التوسع جنوبا وصولا إلى البرازيل، وهز المغرم بالطبيعة والنباتات. قبل ماكسيميليان العرض، وأصدر مجلس الأعيان الذي ألفه معارضو خواريز قرارا يقضي بعودة المكسيك إلى الملكية، ودعى مكسميليان لتولي عرش المكسيك، وأرسلت لجنة ماكسيميليان في أكتوبر من نفس العام في قصره في ميرامار لتسلمه التكليف. في رسالة لاحقة في سبتمبر 1863 طالب ماكسيمليان بعرض قرار مجلس الأعيان على استفتاء شعبي، ونظمت الحكومة المؤقتة استفتاءا ضمنت القوى المحافظة والكنسية نتيجته الإيجابية، وعلى أساسه قبل ماكسيميليان تاج المكسيك. جاء هذا القرار مخالفا لنصيحة أخيه الإمبراطور فرانز جوزيف الذي رفض الفكرة وارتباطها سياسيا بامبراطورية النمسا-المجر، ولكنه وافق على مساعدته في استعدادات السفر ووفر له قوة من 6000 متطوع. بالمقابل فقد ماكسيميليان حقوقه في النمسا إذ تنازل عن أي مطالب مستقبلية بالعرش.

## ماكسيميليان في المكسيك

### الحكم
وصل ماكسيميليان إلى فيراكروز في 29 مايو 1864، ونظم له مؤيدوه ترحيبا حارا في العاصمة المسكيكية. ولكنه منذ وصوله وجد نفسه أمام صعوبات جمّة، فمن ناحية كان عليه مواجهة مقاومة شرسة من أتباع الرئيس خواريز الذين انسحبوا إلى الجبال وشنّوا حرب عصابات ضد السلطة الجديدة، ومن ناحية أخرى اتخذ ماكسيميليان موقفا وسطيا بين اللبرالية والمحافظة ورفض تحقيق مطالب الكنيسة والإقطاع بإلغاء الخطوات الإصلاحية التي اتخذها العهد الجمهورين بما في ذلك إلغاء الإصلاح الزراعي وإعادة ملكية الأراضي إلى العائلات النبيلة والكنيسة(ص.48-51)، كما عرض على خواريز نفسه العفو ومنصب رئيس الحكومة، وهو عرض رفضه خواريز.(ص.116)

توجه ماكسيميليان نحو ملكية دستورية وإصلاحات ديمقراطية كان يرغب بتطبيقها في الدولة النمساوية وتصادم من أجلها مع أخيه المحافظ، ورأى أن العالم الجديد فيه من التحولات الديمقراطية ما تحتاج أوروبا المحافظة إلى عقود من أجل بلوغه:
«وإن كنت أفتقد هنا نسيم البحر الأدرياتيكي، فإنني أعيش في بلد حر تحكمه مبادئ لا تجرؤون عندكم على أن تحلموا لها ليلا. هنا لا حدود تضيق علي وأستطيع أن أقول صراحة أنني أريد الخير. هناك الكثير من القضايا التي تتخلف المكسيك فيها، ولكنها تسبق أوروبا، وخاصة النمسا في قضايا اجتماعية هي الأعم برأيي. عندنا هنا يسود حس ديمقراطي قوي مبني على قناعات، ربما ستحتاجون خمسين عاما إضافية لتبلغوه»

ترجمة عن ماكسيميليان في رسالة إلى صديقه الدكتور جيليك في النمسا، في 10 فبراير 1865(ص.181)
. حققت له هذه الوعود بعضا من الشعبية في البداية، ولكنه واجه بسببها مصاعب مع حليفه الأساس، المعسكر المحافظ، الذي خابت آماله بعودة النظام القديم، وعمل أركانه على عرقلة مساعي ماكسيميليان الإصلاحية ونجحوا في النهاية في إفقاد ماكسيميليان تعاطف اللبراليين الذين عادوا إلى الاصطفاف مع خوايز ودعم حركة المقاومة التي يقودها. أمام المقاومة المتصاعدة أصدر ماكسيميليان في أكتوبر 1865 قرارا يقضي بمعاقبة كل من ينتمي إلى عصابة مسلحة أو أي تشكيل غير قانوني ومحاكمتهم عسكريا وتطبيق العقوبات القصوى، وهو إجراء أدى إلى إعدام حوالي 11 ألفا من أنصار خواريز، وساهم في تعميق الهوة بين ماكسيميليان وبين المجتمع المكسيكي.

### السقوط
بعد انتهاء الحرب الأهلية الأمريكية عادت الولايات المتحدة إلى الساحة، فأعادت تفعيل مبدأ مونرو الذي يقضي بعدم تدخل القوى الأوروبية في أمريكا، واعترفت بخواريز رئيسا وأوشكت على التدخل عسكريا، موجهة إنذارا إلى كل من فرنسا والنمسا بسحب قواتها من المكسيك، وهذا ما فعلته فرنسا التي سحبت قواتها عام 1866 تاركة ماكسميليان وحده في الميدان. وتوجهت زوجته الملكة شارلوت إلى أوروبا في محاولة للحصول على دعم من الدول الأوروبية والكنيسية الكاثوليكية، ولم تعد إلى المكسيك بعد أن فشلت هذه المحاولة. وبدى لكل من كان خارج المكسيك أن لا مناص من تنحيه، ورغم أن نابليون نفسه حثه على هذا، تردد ماكسيمليان في التنحي عن العرش. تراجعت قوات ماكسيميليان في فبراير 1867 إلى كيريتارو وهناك تحمل الحصار لعدة أسابيع، وسقطت المدينة بخيانة من جنرالاته، ورفض يوم 15 مايو فرصة للهرب من المدينة عبر خطوط العدو، فاعتقل هو ومعاوناه الجنرالان ميرامون ومايخا، وحوكم عسكريا وحكم عليهم بالإعدام، ونفذ الحكم في 19 يونيو 1867.(ص.64-67)

## دفنه وتذكاره
بعد إعدام ماكسميليان حنّط جثمانه، ثم نقل بعد مفاوضات طويلة إلى النمسا حيث جلبه الأدميرال تيغيتهوف على متن السفينة نوفارا إلى ميناء ترييسـ ومنه الجثمان إلى فيينا حيث دفن في السرداب الإمبراطوري في 18 يناير 1868.
خصص متحف التاريخ العسكري في فيينا قاعة تذكارية لماكسميليان فيها قناع وجه جبصي أخذ عن الجثمان، ورايات حكمه في المكسيك وبعض متعلقاته من حياته الشخصية أو من مسيرته العسكرية في الجيش النمساوي ومن فترة حكمه للمكسيك.
لماكسيميليان اليوم تمثال عند مدخل حديقة قصر الشونبرون في فيينا
سمي باسمه الميدان أمام كنيسة فوتيف في فيينا (تغير الاسم عدة مرات: ميدان الحرية، ميدان دولفوس، ميدان هيرمان غورنع.. وصولا إلى ميدان روزفلت اليوم).
في مدينة باد إيشل النمساوية التي كانت المصيف الإمبراطوري بنيت نافورة تحمل اسمه.
أقيم له في مدينة تريست عام 1876تمثال في ميدان فينيسيا، نقل فيما بعد إلى قصر ميرامار وأعيد إلى مكانه الاصلي عام 2009.
أقيم له في مدينة بولا (ميناء إمبراطورية النمسا-المجر العسكري الثاني، في كرواتيا اليوم) نصب تذكاري من صنع المعماري النمساوي هاينرش فون فيرستل، في حديقة ماكسيميليان، استولى عليه الإيطاليون عام 1919 ونقل بصفته غنيمة حرب لينصب في مدينة البندقية على أطراف الحديقة العامة (إيطالية Giardini Pubblici).

## أعماله
نشرت سجلات ماكسيمليان في لايبزغ عام 1867في 7 مجلدات

## ماكسميليان في الآداب والفنون

### موسيقى
- في 1867 ألف الموسيقي النمساوي فرانس ليست مقطوعة البيانو «المارش الجنائزي – في تذكار قيصر المكسيك» (بالفرنسية Marche Funèbre)

### رسم
- رسم الرسام إدوارد مانيه لوحة «إعدام ماكسيميليان امبراطور المكسيك». عمل مانيه مراسلا في المكسيك في الأعوام 1867 إلى 1869. في صيغة اللوحة الأولى المحفوظة في متحف الفنون في بوسطن ترتدي كتيبة الإعدام الزي المسكيكي. في صيغتها الثانية التي رسمها في مانهايم يرتدي الجنود الزي الفرنسي.

### قصة
- تدور أحداث قصة كارل ماي «ورود الغابة» على خلفية الصراع بين ماكسميليان وبنيتو خواريز، وتصل ذروتها في موقف إعدام ماكسيميليان.

ماكسميليان بطلا للقصة المصورة "المكسيكيون" للسلوفينيين زوران سميليانيتش وزوران بوسافيتش

- ماكسميليان بطلا للقصة المصورة "المكسيكيون" للسلوفينيين زوران سميليانيتش وزوران بوسافيتشسلسلة كتب القصة المصورة السلوفينية «المكسيكيون»  (سلوفينية Meksikajnarji) للرسام السلوفيني زوران سميليانيتش ومواطنه الكاتب ماريان بوسافيتش، 2006-2016. نشر كذلك بترجمة ألمانية (ألمانية Die Mexikaner)، ترجمة إيرفين كوستلر (2018-2021)

### أفلام ومسلسلات
- الفيلم المكسيكي خواريز وماكسميليان (إسبانية Juárez y Maximilia)، 1934، إخراج إنريكيه هيرارا
- الفيلم الأمريكي خواريز، 1939،  مع بريان أهيرنيه في دور ماكسميليان. معلومات عن الفيلم في موقع بيانات السينما العالمية.
- يظهر ماكسيميليان في لقطة في الفيلم الأمريكي فيرا كروز (إنجليزية Vera Cruz)، 1954، إخراج روبرت ألدريدج، مع جورج ماكريدي في دور ماكسميليان. معلومات عن الفيلم في موقع بيانات السينما العالمية
- ماكسميليان امبراطور المكسيك (ألمانية Maximilian von Mexiko)، إنتاج التلفزيون الألماني عام 1970، إخراج غونتر غيرفيرت، مع ديتر بورشه في دور ماكسميليان
- ماكسميليان امبراطور المكسيك – حلم السلطة (ألمانية Maximilian von Mexiko- Der Traum vom Herrschen)، وثائقي للتلفزيون الألماني ZDF، 2014
- مسرحية خواريز وماكسيميليان، للكاتب النمساوي فرانز فرفل، عرضت في برلين 1924
- المسلسل المكسيكي طيران النسر (إسبانية El Vuelo del Águila)

## روابط خارجية
- ماكسيميليان إمبراطور المكسيك على موقع الموسوعة البريطانية (الإنجليزية)
- ماكسيميليان إمبراطور المكسيك على موقع إن إن دي بي (الإنجليزية)